# Quinta de Portugal
Quinta de Portugal (auch Hularema) ist ein osttimoresischer Ort im Suco Seloi Malere (Verwaltungsamt Aileu, Gemeinde Aileu).

## Geographie und Einrichtungen
Das Dorf Quinta de Portugal liegt im Zentrum der Aldeia Hularema auf einer Meereshöhe von 964 m. Die Häuser des Ortes reihen sich entlang einer Straße, die von der Überlandstraße von Aileu nach Dili nach Westen abzweigt.
In Quinta de Portugal gibt es ein Wassertank. Außerdem befinden sich hier das Haus des Chefe de Aldeia, der Kindergarten Comissão Portuguesa und das Uma Cruz Jovem Bairo Hularema (deutsch Haus des Kreuzes der Jugend des Dorfes Hularema).